# Tenywa Bonseu
Sulaiman Tenywa Bonseu (* 28. Oktober 1976 in Kampala) ist ein ehemaliger ugandischer Fußballnationalspieler, der insbesondere bei verschiedenen Franchises der nordamerikanischen Major League Soccer aktiv war. Zudem wurde er sieben Mal in der ugandischen Fußballnationalmannschaft eingesetzt.

## Vereinskarriere
Bonseu begann seine Karriere beim Express FC in seiner Heimat Uganda, bevor er in die USA wechselte, um dort am Martin Methodist College zu spielen. Seinen ersten Profivertrag unterschrieb er bei den Pittsburgh Riverhounds, die in der A-League spielten. Bonseu spielte dort zwei Spielzeiten lang, bevor er in die Major League Soccer zu Chicago Fire wechselte. Im Jahr 2001 spielte er bei Columbus Crew, 2002 und 2003 bei Dallas Burn, und zur Saison 2004 ging er zu den MetroStars aus New York. Nachdem Bonseus Vertrag dort nicht verlängert worden war, ging er zu den Rochester Raging Rhinos, die ebenfalls in New York spielten, jedoch in der USL First Division. Nach drei Jahren dort ging er wieder zurück zu den Pittsburgh Riverhounds.

## Nationalmannschaft
Bonseu kam für die ugandische Fußballnationalmannschaft unter anderem in der Qualifikation zur WM 2006 sowie bei der Qualifikation zur WM 2010 zum Einsatz.